# 1868 Thersites
1868 Thersites eller 2008 P-L är en trojansk asteroid i Jupiters lagrangepunkt L4. Den upptäcktes 24 september 1960 av den nederländsk-amerikanske astronomen Tom Gehrels och det nederländska astronomparet Ingrid van Houten-Groeneveld och Cornelis Johannes van Houten vid Palomarobservatoriet. Den är uppkallad efter Thersites i grekiska mytologin.
Asteroiden har en diameter på ungefär 68 kilometer.